# Clouzot & C. contro Borsalino & C.
Clouzot & C. contro Borsalino & C. è un film del 1978 diretto da Mario Pinzauti.